# Yonaider Ortega
Yonaider Ortega (Popayán, Cauca, 22 de septiembre de 1987) es un ex-mediocampista colombiano.

## Clubes
| Club                | País     | Año         |
| ------------------- | -------- | ----------- |
| Deportes Tolima     | Colombia | 2004 - 2008 |
| Itagüí Ditaires     | Colombia | 2008 - 2012 |
| Atlético Huila      | Colombia | 2013        |
| Águilas Doradas     | Colombia | 2014 - 2015 |
| Jaguares de Córdoba | Colombia | 2015 - 2017 |
| Atlético Veragüense | Panamá   | 2017        |

## Palmarés

### Campeonatos nacionales
| Título              | Club            | País     | Temporada |
| ------------------- | --------------- | -------- | --------- |
| Categoría Primera B | Itagüí Ditaires | Colombia | 2010      |